# 密毛木地肤
密毛木地肤（学名：Kochia prostrata var. villosissima）为藜科地肤属下的一个变种。

## 扩展阅读
- 維基物種上的相關：密毛木地肤